# George Talbot (6e comte de Shrewsbury)
George Talbot, 6e comte de Shrewsbury, 6e comte de Waterford, 12e baron Talbot, (v. 1522-1528 - 18 novembre 1590) est un magnat anglais et commandant militaire. Il est également 15e baron Strange de Blackmere et 11e baron Furnivall. Il est surtout connu pour son mandat de gardien de Marie, reine d'Écosse entre 1568 et 1585, son mariage avec sa seconde épouse Bess de Hardwick, ainsi que pour sa collection d'œuvres écrites.

## Biographie et carrière
Talbot est le fils unique de Francis Talbot (5e comte de Shrewsbury) et de Mary Dacre. Dans sa jeunesse, il participe à l'invasion de l'Écosse avec Edward Seymour (1er duc de Somerset). Il est envoyé par son père en octobre 1557 au secours de Thomas Percy (7e comte de Northumberland) refoulé dans le Château d'Alnwick. Il reste ensuite quelques mois en service à la frontière, avec cinq cents cavaliers sous ses ordres.
En 1560, il hérite du comté de Shrewsbury, de la baronnie de Furnivall et du poste de juge à Eyre, qui appartient à son père. Il reprend également le poste de son père de chambellan de l'Échiquier. Un an plus tard, il est fait chevalier de la Jarretière.
Shrewsbury est choisi comme gardien de Marie Stuart, qui est emprisonnée par la reine Élisabeth Ire en 1568 après s'être échappée d'Écosse en Angleterre à la suite de la désastreuse bataille de Langside. Shrewsbury reçoit sa pupille au château de Tutbury le 2 février 1569, mais en juin, il déménage au manoir Wingfield, après quoi un sauvetage est tenté par Leonard Dacre. Le comte a plusieurs maisons et châteaux à l'intérieur du royaume, dans chacun desquels Marie pouvait être gardée avec peu de danger. En septembre, la maisonnée est de retour à Tutbury, où un garde ou un espion supplémentaire rejoint temporairement la famille en la personne de Henry Hastings (3e comte de Huntingdon). En novembre a lieu la rébellion du Nord, avec la révolte des comtes de Northumberland et de Westmorland, qui prévoient de marcher sur Tutbury. Mary est provisoirement transférée à Coventry et n'y revient qu'en janvier suivant.
En mai 1570, Shrewsbury la conduit à Chatsworth, où il déjoue une autre cabale pour sa libération. Cecil et Mildmay visitent Chatsworth en octobre et conviennent du transfert de Mary au château de Sheffield (siège principal de Shrewsbury), qui a lieu peu de temps après. À Sheffield, à part des visites occasionnelles aux bains de Buxton, à Chatsworth ou à l'ancien Hardwick Hall, elle reste sous la garde de Shrewsbury pendant les quatorze années suivantes. Au cours de l'hiver 1571-1572, le comte est à Londres, la reine pendant son absence étant laissée à la charge de Sir Ralph Sadler. Pendant ce temps, en 1571, Lord Shrewsbury est nommé Lord grand intendant (le premier grand office d'État) pour le procès de Thomas Howard (4e duc de Norfolk) (concernant le Complot de Ridolfi). Enfin, en 1572, Lord Shrewsbury est nommé Comte-maréchal, poste qu'il occupe (avec le poste susmentionné de juge à Eyre) jusqu'à sa mort en 1590.
Après la condamnation de Mary pour son rôle dans le complot de Babington, Shrewsbury participe à son procès et est l'un des témoins officiels de son exécution au château de Fotheringhay le 8 février 1587.

## Vie privée

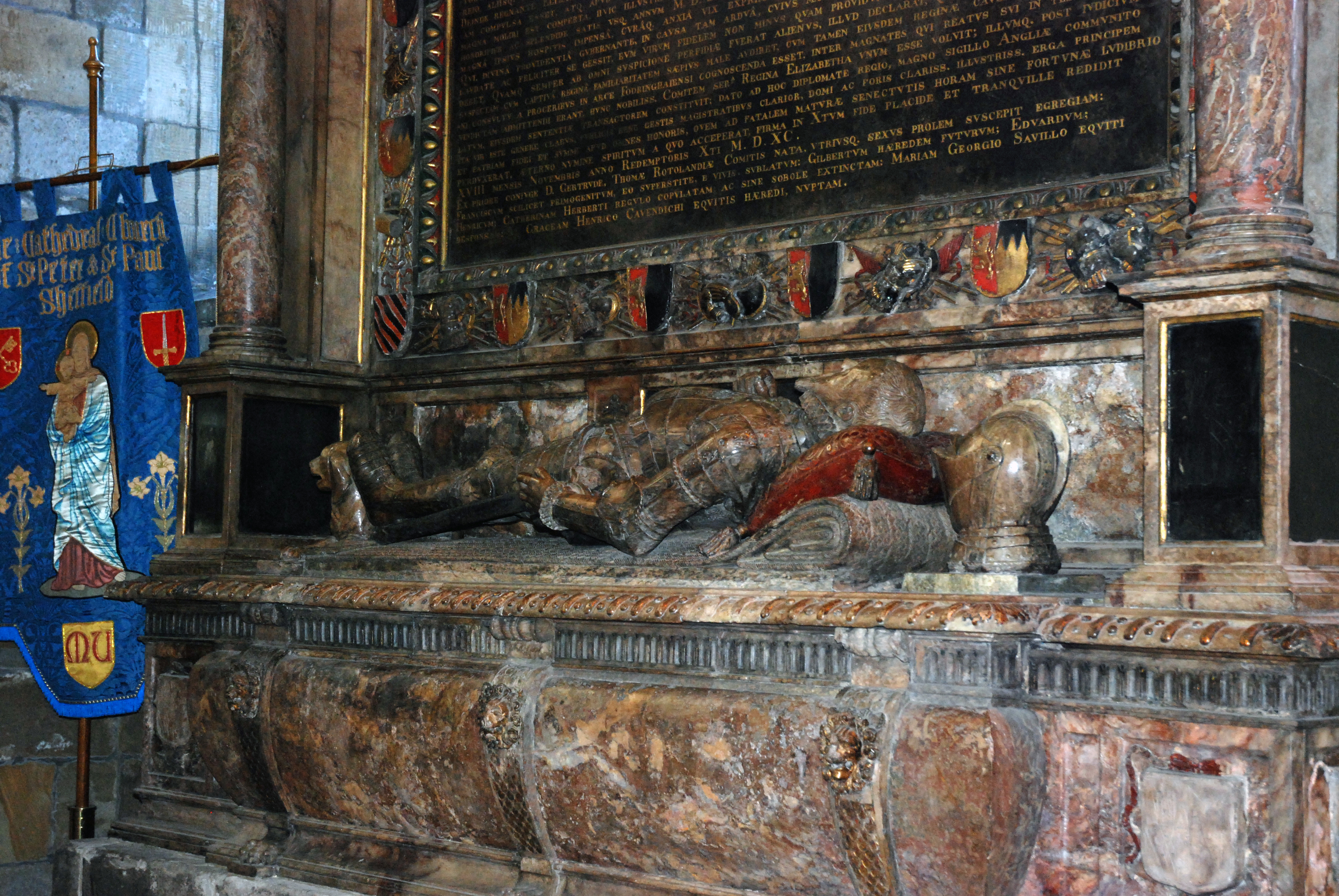
Monument à l'effigie de George Talbot, 6e comte de Shrewsbury, cathédrale de Sheffield

À la mort de sa première femme, Gertrude Manners, Shrewsbury se lie avec Bess de Hardwick. Au début de 1568, il l'épouse dans un double mariage avec leurs deux enfants aînés issus de mariages précédents.
La reine Elizabeth a imposé le garde de Mary à Shrewsbury, et ne lui a pas permis de démissionner de la charge pendant plus de 15 ans. Pour cette raison et d'autres (telles que des différends sur la répartition des biens), son mariage avec Bess of Hardwick, d'abord heureux, commence à se détériorer vers 1583.
George Talbot, 6e comte de Shrewsbury, est décédé le 18 novembre 1590 et est enterré dans la chapelle Shrewsbury de l'église paroissiale de Sheffield (aujourd'hui la cathédrale de Sheffield), où l'on peut encore voir un grand monument érigé en son honneur.

## Mariages et descendance
Il se marie deux fois :

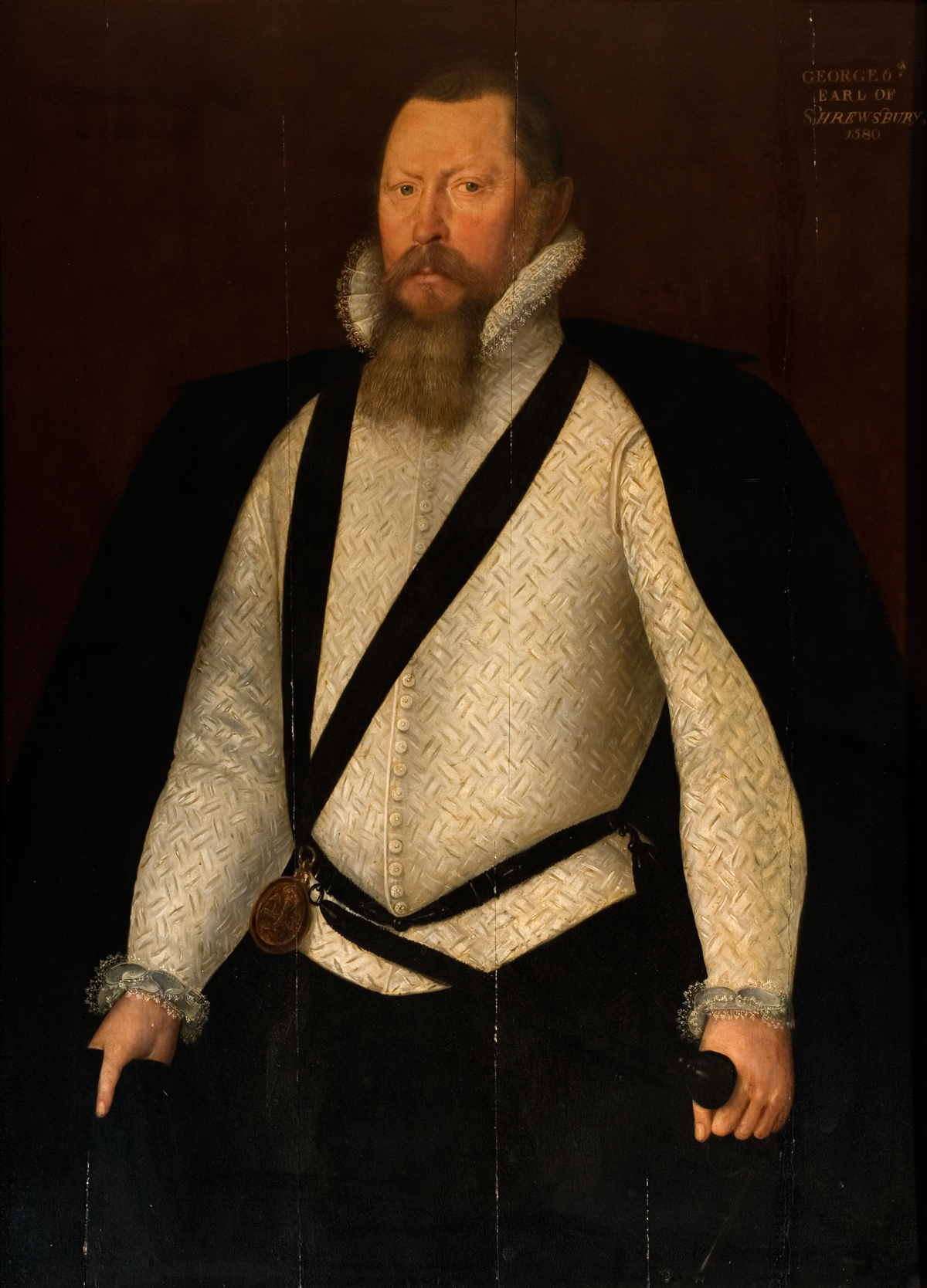
1580 portrait de George Talbot, 6e comte de Shrewsbury

- Tout d'abord à Gertrude Manners, une fille de Thomas Manners (1er comte de Rutland), dont il a :
  - Francis, Lord Talbot, fils aîné et héritier présomptif, décédé avant son père, ayant épousé, en 1562, Anne Herbert, fille de William Herbert, 1er comte de Pembroke (1501-1570). Il est connu sous le nom de "Lord Talbot", un titre de courtoisie, l'un des titres inférieurs de son père.
  - Gilbert Talbot (7e comte de Shrewsbury), deuxième mais aîné des fils survivants et héritier.
  - Henry Talbot (1554-1596), qui épouse Elizabeth Rayner (1556-1612). Parmi ses filles figurent Gertrude Talbot, épouse de Robert Pierrepont (1er comte de Kingston-upon-Hull) et Mary Talbot (1594-1676), qui épouse d'abord Thomas Holcroft (1596 - c. 1626) de Vale Royale, et se remarie (en 1628) à William Airmine (ou Armyne), 1er baronnet (1593-1651) d' Osgodby, Lincolnshire. Elizabeth Rayner survit à son mari et se remarie en 1595 à Thomas Holcroft.
  - Edward Talbot (8e comte de Shrewsbury), qui succède à son frère aîné dans le comté.
  - Catherine Talbot, qui en 1563 épouse Henry, Lord Herbert, plus tard 2e comte de Pembroke. La reine Elizabeth lui donne de nombreux témoignages d'amitié.
  - Mary Talbot, qui épouse George Savile (1er baronnet) (en) de Barrowby, Lincolnshire ;
  - Grace Talbot, qui épouse Henry Cavendish (1550-1616), fils et héritier de William Cavendish de Chatsworth dans le Derbyshire et d'Elizabeth Hardwick.
- Il se remarie à Elizabeth Hardwick (vers 1527 – 1608), (Bess de Hardwick), de Hardwick Hall dans le Derbyshire, veuve de Sir William Cavendish de Chatsworth dans le Derbyshire ; sans descendance [1].

## Lettres et papiers
Shrewsbury a laissé beaucoup de documentation écrite, notamment des lettres et des papiers. Généralement ceux-ci couvrent le temps entre sa succession au comte en 1560 et sa mort . De nombreux papiers survivants de Shrewsbury sont passés au College of Arms et sont réunis avec d'autres dans la bibliothèque de Lambeth Palace en 1983 sous le nom de "Shrewsbury-Talbot papers". Cette ressource historique est publiée pour la première fois en 1791 par Edmund Lodge .